# Betula aurata
Betula aurata är en björkväxtart som beskrevs av Moritz Moriz Balthasar Borkhausen. Betula aurata ingår i släktet björkar, och familjen björkväxter. Inga underarter finns listade.